# Funki Porcini
Funki Porcini bananini (1960) es en realidad James Bradell, un músico y Dj británico que con 19 años y 300 dólares en los bolsillos abandona Inglaterra en busca de su verdadera vocación, lo que le lleva desde los suburbios industriales de San Francisco a viajar por Los Ángeles, Nueva York, Berlín y Roma.

## Biografía
Reside durante 10 años en Italia, donde compone música experimental para películas y televisión. En el año 1994 tiene contacto con la compañía discográfica independiente Ninja Tunes. Bradell vuelve entonces a su tierra materna y trabaja en su propio estudio, The Uterus Goldmine, publicando su álbum de debut Hed Phone Sex (Ninja Tune, 1995), un trabajo de textura atmosférica que ofrece una sofisticada mezcla de funk, dub, jazz, soul, techno y hip hop (Dubble, White Slave, Pork Albumen).
Funki Porcini se caracteriza por su visión del jazz, al que fusiona de manera impensable con la electrónica, ritmos inspirados en el drum & bass, en el hip hop, y una puesta en escena musical con evocaciones cinematográficas.
En 1996 publica su siguiente álbum, Love Pussycats and Carwrecks (Ninja Tune, 1996). Menos dub y más drum'n'bass conceden a este álbum el nuevo aire de disco urbano, como oposición al lanzamiento de su primer trabajo (el ambiente vibrante de The Afterlife, la elegancia sexual de Venus, el montaje etéreo de 12 Points Off Your License. Bradell comienza, con cortes a base de saxos y bajos como en Carwreck, Groover y The Last Song, claramente un nuevo estilo artístico más allá del trip-hop.
El año siguiente, en 1997 publica el miniálbum, Let's See What Carmen Can Do (Ninja Tune, 1997), un álbum completamente de jazz instrumental, que redifine a Funki Porcini como una versión más brillante de Squarepusher.
The Ultimately Empty Million Pounds (Ninja Tune, 1999) supone un retorno a sus anteriores influencias, una mezcla de saxos y ritmos que alterna los estilos de los dos primeros álbumes. En él destacan Reboot, English Country Music, y no se olvida de interpretar el sonido de los 60 (Rockit Soul, homenaje a Joe McDonald, temas de Sugar Daddy y Cheasy Rider) y música para películas (Tears Of Joy, River). El mismo año publica el EP Zombie.
En el 2002 publica Fast Asleep (Ninja Tune, 2002) donde lo único reprobable de Bradell en los impolutos arreglos de este disco es que empieza a repetirse. Las canciones son oníricas y surrealistas como siempre, y la técnica está más pulida que nunca. Sin embargo, este álbum, sin introducir nuevos elementos, carece de canciones que lo hagan verdaderamente destacable. Incluye entre otros: Big Sea, siete minutos de música con ambiente somnoliento para cuerdas y platillos, otros dos minutes de ritmos, y otros dos de batería; la mezcla psicodélica 50,000 Ft Freefall; la alegre Blues 16 Megatons; la sincopada Weow; y el sencillo The Great Drive By. El CD incluye un ambicioso DVD de ocho mini-films, que contiene vídeos con remezclas de seis canciones más el cosmic/ambient Atomic Kitchen y Ritmo di Jazz. Cada vídeo es una secuencia de imágenes que el autor consideró apropiadas para acompañar a la música.

## Discografía

### Álbumes
- Hed Phone Sex (Mayo 1995, Ninja Tune)
- Love, Pussycats and Carwrecks (Junio 1996, Ninja Tune)
- The Ultimately Empty Million Pounds (29 de marzo de 1999, Ninja Tune)
- Fast Asleep (29 de junio de 2002, Ninja Tune)
- On (3 de mayo de 2010, Ninja Tune)
- One Day (11 de diciembre de 2011, Independent)
- Le Banquet Cassio (24 de junio de 2013, Independent)

### Sencillos
- It's A Long Road (Febrero de 1995 Ninja Tune)
- Dubble (1995, Ninja Tune)
- King Ashabanapal mixes / King Ashabanapal's Big Pink Inflatable (1995, Ninja Tune)
- Hyde Park / Suck Acid, Perl & Dean (1995, Ninja Tune)
- Carwreck (1996, Ninja Tune)
- Let's See What Carmen Can Do (7 de julio de 1996, Ninja Tune)
- Love, Pussycats & Carwrecks EP (30 de agosto de 1996, Shadow Records)
- Funki Porcini Vs Jerry Van Rooyen (1997, Sideburn Recordings)
- Rockit Soul (Febrero de 1999, Ninja Tune)
- Zombie (19 de octubre de 1999, Crippled Dick Hot Wax!)
- The Great Drive By (24 de octubre de 2001, Ninja Tune)

## Recopilaciones

### Como James Bradell
- "Untitled" en Rising From The Red Sand (Volume Three) (Septiembre de 1983, Third Mind Records)

### Como Funki Porchini
- "Trip To Nowhere" on Freezone 4: Dangerous Lullabies (15 de julio de 1997, SSR Records/Small)
- "Z Cars" (with Cujo) en Joint Ventures (11 de noviembre de 1997, NINEBARecords/Shadow Records)
- "Z Cars (Superintatude Mix)" (con Cujo) en Joint Ventures (1997, NINEBARecords)
- "Crashism" en Endlessnessism (1998, Dot)

### Remixes
- Clusterfunk - "Refungalised (Funki Porchini mix)" de Inside (Blapps! and Funki Porcini remixes) (junio de 1995)
- Journeyman - "Mama 6 (Funki Porcini Remix)" de Earthrise.Ntone.1 (1995, Instinct Records)
- Unitone HiFi - "Guiding Star (Funki Porcini Remix)" de Rewound + Rerubbed (1996, Incoming!)
- The Mike Flowers Pops - "Freebass (Cocaine Donut)" de The Freebase Connection: The Mike Flowers Pops meets Aphex Twin (29 de julio de 1996, Lo Recordings)
- Pierre Henry & Michel Colombier - "Jericho Jerk (Funki Porcini Mix)" de Metamorphose - Messe Pour Le Temps Présent (1997, FFRR Records (US)/Philips Records (Francia))
- Barbara Gogan con Hector Zazou - "Cradle Your Soul (Funki Porcini Mix)" de Made On Earth (Remixes) (1997, SSR Records)
- Margoo - "Villain (Funki Porcini Remix)" de Ariane 5 EP (1997, Lo Recordings)
- Sounds From The Ground - "Over There (Purr Remix)" de Sound Information 3 (1998, Echo Beach)
- Le Tone - "Joli Dragon (Funki Porcini Remix)" de Joli Dragon (1999, Creation Records)
- Toxic Lounge - "When Sorrows Came (Funki Porcini's Toxic Hammond)" de When Sorrows Came (29 de agosto de 2000, Klein Records)

### DJ Mixes
- "Megamix" (56:03) de Soundclash Present Undo (disc 2: Breaking Off With Funki Porcini) - (1999, Soundclash)

## Entrevista
- Fast Asleep review at bbc.co.uk